# Ekaterini Koumarianou
Ekaterini Koumarianou (griechisch Αικατερίνη Κουμαριανού auch Aikaterini Koumarianou transkribiert, * 1919 in Athen; † 14. Mai 2012) war eine griechische Historikerin und Neogräzistin. Sie hatte von 1978 bis 1984 den Lehrstuhl für neugriechische Sprache und Literatur an der Universität Paris IV (Paris-Sorbonne) inne.

## Leben
Koumarianous Familie stammte väterlicherseits aus Konstantinopel, mütterlicherseits aus Chios. Sie besuchte das Maraslio-Gymnasium in Athen und studierte anschließend Philologie an der Universität Athen. Ihr Diplom erwarb sie 1942, während der deutschen Besatzung. 1949 war sie im Koordinationsdienst des Programms des Europäischen Wiederaufbaus für Griechenland tätig, 1961 im Nationalen Hellenischen Forschungszentrum. Von 1964 bis 1968 lehrte sie im Rahmen des US-amerikanischen Programms College Year in Athens. Während der Militärdiktatur, von 1969 bis 1974, studierte sie die Geschichte des Buches in der sozialwissenschaftlichen Sektion der École pratique des hautes études (EPHE) bei François Furet und Robert Mandrou, Vertretern der zweiten Generation der Annales-Schule. 
Nach dem Sturz der Junta war sie in Washington im Pressedienst der griechischen Botschaft tätig (1974–1975). Von 1975 bis 1978 war sie Kulturberaterin im Generalsekretariat der Presse. Von 1978 bis 1984 war sie in der Nachfolge von Konstantinos Th. Dimaras Professorin für Neugriechische Sprache und Literatur an der Université Paris IV Sorbonne und Leiterin des dortigen Institut Neo-héllenique. Von 1992 bis 2000 war sie Beraterin der Griechischen Kulturstiftung (Ελληνικό Ίδρυμα Πολιτισμού). Von 1999 bis 2008 war sie Gastprofessorin in der Abteilung für Politikwissenschaft der Juristischen Fakultät der Universität Athen und in der Abteilung für Byzantinistik und Neogräzistik der Universität Zypern.
Sie war Mitglied zahlreicher gelehrter Gesellschaften, darunter auch die langjährige Vorsitzende der Griechischen Gesellschaft für Kartographie (Ελληνική Εταιρεία Χαρτογραφίας) und der Gesellschaft für das Studium der Aufklärung in Griechenland (Όμιλος Μελέτης του Ελληνικού Διαφωτισμού) (seit 1961).

## Forschungsschwerpunkte
Ihre erste Publikation über die griechische Zeitschrift Der gelehrte Hermes (Ἑρμῆς ὁ Λόγιος, erschienen 1811–1821 in Wien), die 1947 veröffentlicht wurde, führte zur folgenreichen Begegnung mit Konstantinos Dimaras, mit dem sie über Jahrzehnte zusammenarbeiten sollte. Zentrum ihrer Arbeiten wurde die Geschichte der neugriechischen Literatur und Bildung im Bezug zur europäischen Geistesgeschichte und die griechische Aufklärung vom 17. bis zum 19. Jahrhundert (unter anderen Theophilos Kaïris). Weitere Aspekte waren das griechische Verlagswesen, die Geschichte der griechischen Presse und das Reisewesen. Verschiedentlich gab sie die Briefwechsel griechischer Intellektueller (Daniil Philippidis, Barbié du Bocage und Anthimos Gazis; Theoklitos Farmakidis und Konstantinos Asopios) heraus. Sie war auch an der mehrbändigen Edition des Briefwechsels des Adamantios Korais beteiligt. Schließlich war sie Mitherausgeberin einer Sammlung von Photographien, die Hubert Pernot in Griechenland aufgenommen hatte.

## Schriften (Auswahl)
- Η νεωτερική γεωγραφία των Δημητριέων. Βιέννη 1791. Εκδ. Ζήτη, Thessaloniki 2011.
- Ιστορία του ελληνικού Τύπου. Εκδ. Ερμής, Athen 2010.
- (Hrsg., mit Phani Konstantinou): Εξερευνώντας την Ελλάδα: Φωτογραφίες 1898–1913. Συλλογή Hubert Pernot από το Νεοελληνικό Ινστιτούτο της Σορβόννης. Επιμέλεια Αικατερίνης Κουμαριανού και Φανής Κωνσταντίνου. Ολκός, Athen 2007, ISBN 960-8154-57-X. (Bildband: von den insgesamt 1286 Photographien Pernots wurden für diesen Band 300 ausgewählt).
- Καϊρικά μελετήματα. Καΐριος Βιβλιοθήκη, Andros 2007.
- Αθήνα, η πόλη – οι άνθρωποι. Αφηγήσεις και μαρτυρίες, 12ος – 19ος αιώνας. Εκδ. Ποταμός, Athen 2005.
- Avvisi (1570–1572): The War of Cyprus. Bank of Cyprus cultural foundation, Nicosia 2004, Inhaltsangabe.
- Die griechische vorrevolutionäre Presse. Wien – Paris (1784–1821). Palaio Psychiko, Wien 1995. – Buchanzeige
- (Hrsg.): Daniil Philippides (Δανιήλ Φιλιππίδης), Grigorios Konstantas (Γρηγόριος Κωνσταντάς): Γεωγραφία Νεωτερική. Επιμέλεια Αικατερίνη Κουμαριανού. Βιβλιοπωλείον της Εστίας, Athen 1988.
- (Hrsg., mit Λουκία Δρούλια, Evro Layton): Το ελληνικό βιβλίο 1476–1830. Εθνική Τράπεζα της Ελλάδος, Athen 1986.
- (Hrsg.): Θεόκλητος Φαρμακίδης – Κωνσταντίνος Ασώπιος (1819–1932). Κέρκυρα 1980.
- Ό Τύπος στον 'Αγώνα. 3 Bde. Athen 1971.
- (Hrsg.): Δανιήλ Φιλιππίδης – Barbié du Bocage – Άνθιμος Γαζής, Αλληλογραφία (1794–1819). Athen 1966.